# Hexenverfolgung im Herzogtum Westfalen

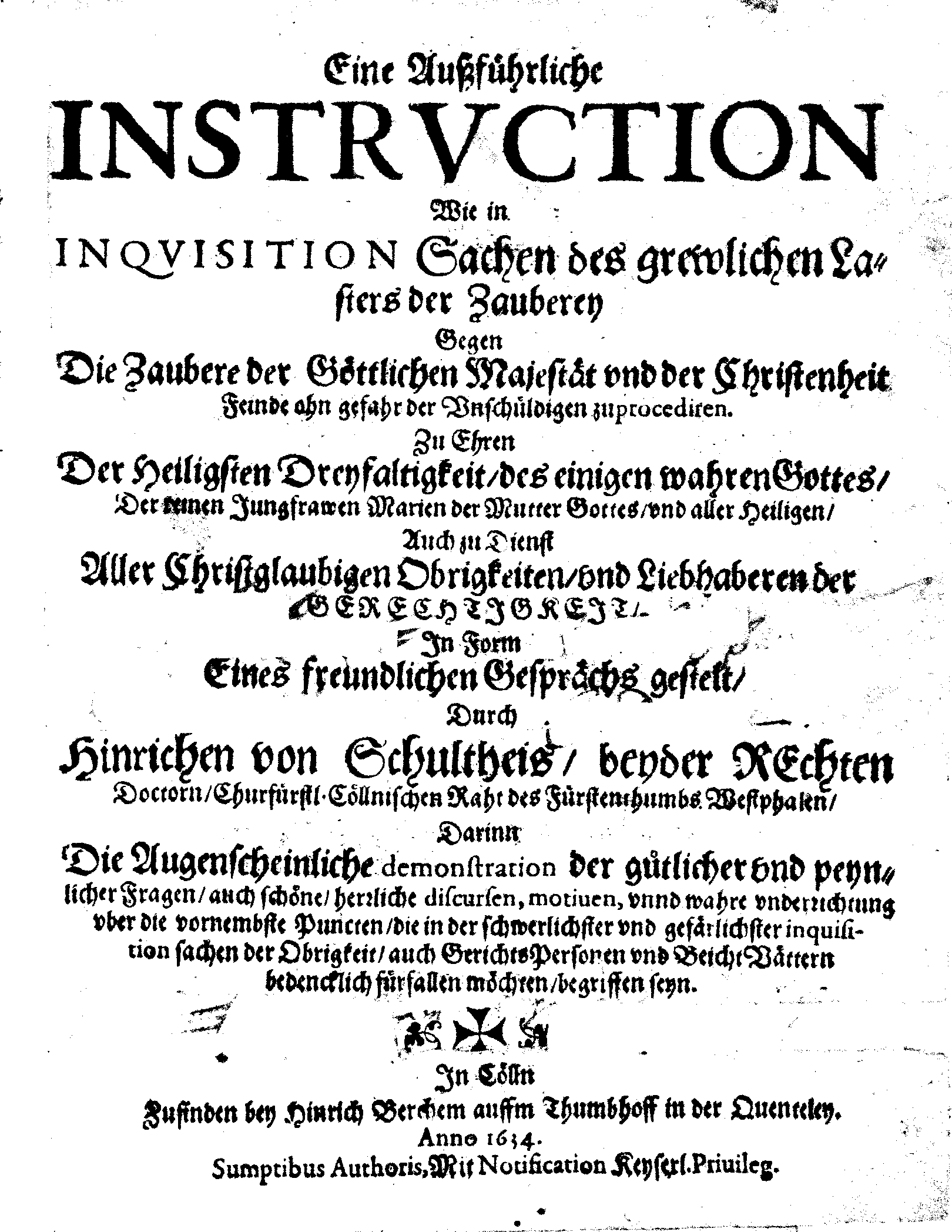
Titelblatt der Schrift von Heinrich von Schultheiß: Eine Außführliche Instruction Wie in Inquisition Sachen des grewlichen Lasters der Zauberey gegen Die Zaubere der Göttlichen Majestät und der Christenheit Feinde ohn gefahr der Unschuldigen zu procediren. Köln, 1634

Die Hexenverfolgung im zu Kurköln gehörenden Herzogtum Westfalen fand in mehreren Wellen zwischen dem späten 16. Jahrhundert und 1728 statt. Die Region gehörte im 17. Jahrhundert zu den Schwerpunkten der Hexenverfolgungen im Heiligen Römischen Reich und damit in Europa. Eine erste Welle der Verfolgung gab es in den Jahren von 1590 bis 1600. Die Prozesse und Hinrichtungen erreichten um 1630, wie im Reich insgesamt, ihren Höhepunkt. Eine weitere, deutlich schwächere Welle von Prozessen gab es in den 1640 und 50er Jahren. Danach ließen die Verfolgungen allmählich nach. Nach 1691 fanden nur noch vereinzelte Prozesse statt. Zur letzten Hinrichtung kam es 1728 in Winterberg.
Die Ursachen waren vielfältig. Auf der Basis eines weit verbreiteten Hexenglaubens förderten häufig Seuchen, Brände, Hungersnöte oder ähnliche Bedrängnisse den Drang nach der Verfolgung vermeintlicher Hexen und Zauberer, die man für die Nöte verantwortlich machte. Auch andere Regionen dürften als Vorbild eine Rolle gespielt haben. Die Rolle der Obrigkeit in Gestalt des Landesherrn, des Kurfürsten und Erzbischofs von Köln, und seines Vertreters, des Landdrosten, war zwiespältig. Einerseits versuchten sie etwa durch die Hexenprozessordnung von 1607, das Verlangen von Teilen der Bevölkerung nach einem Vorgehen gegen die vermeintlichen Hexen zu regulieren, ohne dass damit Zweifel an der Möglichkeit der Hexerei selbst verbunden gewesen wären. Andererseits gehörten sie insbesondere auf dem Höhepunkt der Verfolgung selbst zu den Befürwortern eines energischen Vorgehens gegen die Hexen. Auch deshalb konnten die Prozesse und Hinrichtungen massiv zunehmen. Die von der Regierung eingesetzten Hexenkommissare wurden daher auch zu Protagonisten der Verfolgungen.
Gegen den „Hexenwahn“ wandten sich einige Kritiker auch öffentlich. In der zweiten Hälfte des 17. Jahrhunderts begann die Obrigkeit, bei der inzwischen eine gewisse Skepsis über das Vorgehen aufgekommen war, allmählich damit, die Verfahren stärker und diesmal auch wirkungsvoll zu regulieren.

## Verfolgungsursachen
Wie in anderen Regionen wirkten mehrere Faktoren als Auslöser für die Verfolgungen zusammen. Der Glaube an Hexen und Zauberer wurde durch die allgemeinen Krisenmomente des 16. und 17. Jahrhunderts (Seuchen, Kriegswirren, sozialer Wandel, Hungerkrisen als Folgen der Kleinen Eiszeit usw.) verstärkt. Es lassen sich Korrelationen zwischen dem Zyklus der Agrarkrisen und den Prozesswellen feststellen. Diese wurden von der Bevölkerung als existentielle Bedrohung von Leben, Besitz und Seelenheil aufgefasst. Teilweise konstatierte man in der Forschung gar einen tiefgreifenden mentalitätsgeschichtlichen Bruch in den letzten Jahrzehnten des 16. Jahrhunderts. Es kam dabei zur Abkehr von einer eher hoffnungsvollen, diesseitsorientierten Renaissance-Mentalität und einer Hinwendung zu einem dogmatisch verengten, religiös- und jenseitsorientierten Weltbild. Verbreitet wurde der Hexenglaube durch zahlreiche Flugschriften, Traktate, aber auch durch Predigten in den Kirchen. Es ist wahrscheinlich, dass der Hexenhammer bereits kurz nach der Erstveröffentlichung im Herzogtum rezipiert wurde. Von Teilen der Bevölkerung wurde Druck auf die städtischen oder landesherrlichen Führungsschichten ausgeübt, energischer gegen das „Hexenunwesen“ vorzugehen. Hinzu kam die Bereitschaft der Obrigkeit, dem nachzugeben oder die Verfolgungen sogar zu steuern. Nicht zu verkennen ist auch das Streben nach sozialen, wirtschaftlichen oder politischen Vorteilen auf den verschiedenen Ebenen.
Die angeblichen Delikte entsprachen den in Mitteleuropa üblichen Vorwürfen. Die Hexen oder Hexer sollen einen Bund mit dem Teufel eingegangen sein. Dieser soll sich durch eine geschlechtliche Vereinigung – Teufelsbuhlschaft – vollzogen haben. Für die Überlassung der Seelen sollen die Hexen Zauberkräfte erhalten haben, mit denen sie ihren Mitmenschen schaden konnten. Die Hexen sollen sich häufig untereinander und mit dem Teufel auf einem Hexensabbat getroffen haben. Hinzu kam die Annahme, dass die Hexen sich in Tiere verwandeln konnten. In einem längeren Kommunikationsprozess bildeten sich etwa hinsichtlich der Vorstellung vom Teufelspakt regionale Ausprägungen heraus, während es in den einzelnen Gebieten, wie im Bereich Westfalen, zu einer gewissen Vereinheitlichung kam.

## Anfänge der Verfolgung

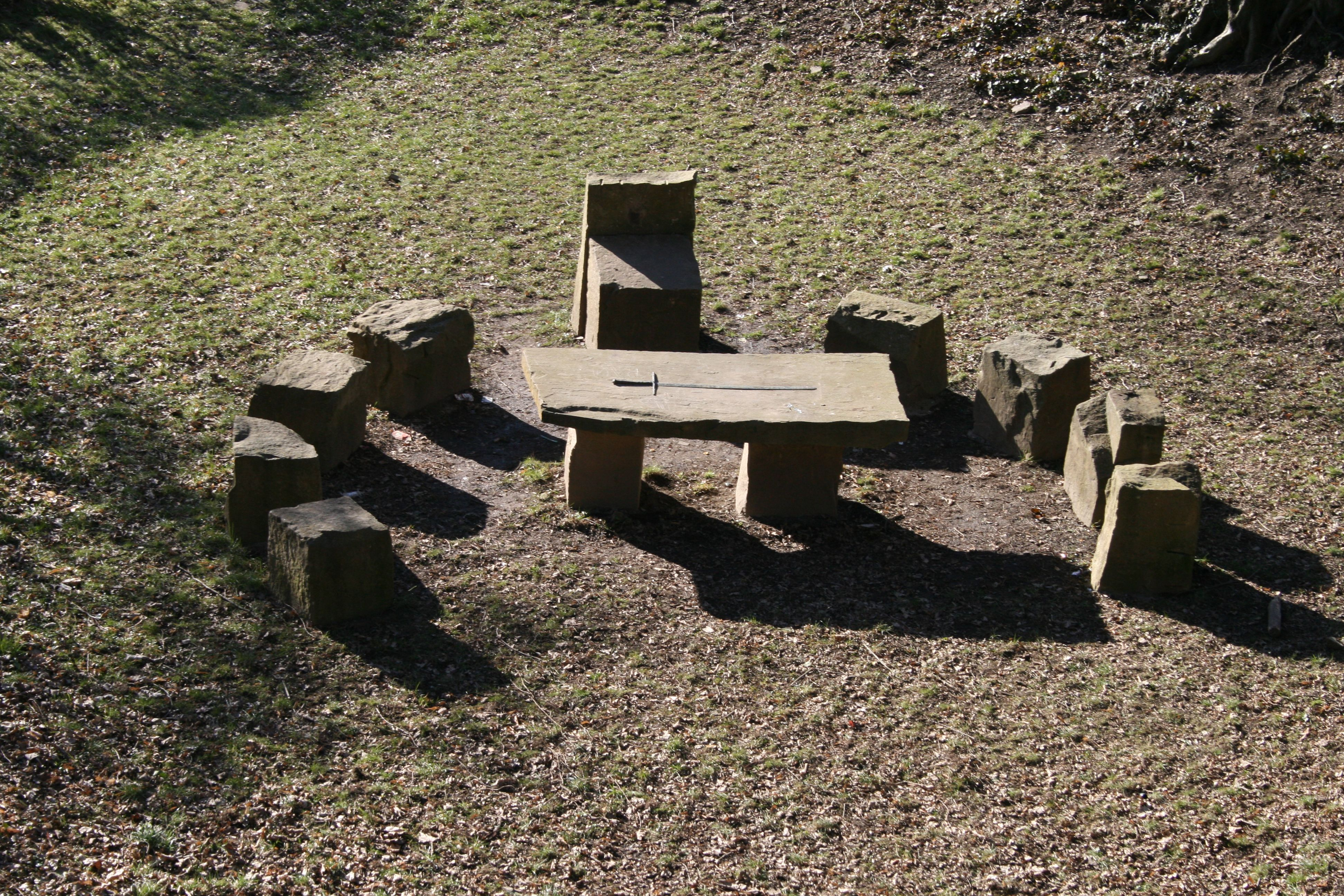
Oberfreistuhl in Arnsberg im heutigen Zustand

Das Generalkapitel der Femegerichte hat auf seinem Treffen in Arnsberg 1490 die Hexerei erstmals im Herzogtum Westfalen als Straftat definiert: „So jemand Ketzereien ausheckt und vorbringt; so jemand vom Glauben abfällt und Heide wird; so jemand hext und zaubert oder mit dem Bösen ein Bündnis aufrichtet.“ Mit dem Niedergang der Femegerichtsbarkeit im 16. Jahrhundert verlor diese für die Hexenverfolgungen und -prozesse an Bedeutung. Ihre Funktion übernahmen im Wesentlichen die Gogerichte und die adeligen Patrimonialgerichte.
Einer der ersten Fälle in der Region fand 1508 in Werl statt. Besser überliefert ist ein Fall von 1523 in Brilon. Damals wurde die Beklagte auf Intervention von Kurfürst Friedrich IV. von Wied gegen den Willen der örtlichen Behörden freigelassen. Zumindest in dieser frühen Phase kamen derartige Eingriffe zu Gunsten der Beklagten nicht selten vor. Dahinter steckte keine grundsätzliche Ablehnung der Hexenverfolgungen, sondern die Behörden bestanden auf einem rechtmäßigen Ablauf der Prozesse, der auch das Recht auf Verteidigung einschloss. Auch eine Frau in Rüthen kam 1573 aus ähnlichem Grund wieder frei.
Trotz dieser relativen Zurückhaltung der kurfürstlichen Behörden kam es im letzten Drittel des 16. Jahrhunderts zu ersten größeren Prozessen in der Region. In den frühen Verfahren ging es meist um Schadenszaubervorwürfe. Nunmehr zeigen die Prozesse eine Rezeption der spätmittelalterlichen Dämonologie mit Elementen wie Teufelspakt, Hexenbuhlschaft oder Hexensabbat. Dies ermöglichte eine Erweiterung der Indizienbasis. Die Angeklagten wurden oft unter der Folter auch über Komplizen befragt, die nun ihrerseits inhaftiert und über weitere Beteiligte etwa an Hexentänzen befragt wurden. Auf diese Weise entstanden Prozessketten.  Eine erste größere Welle lässt sich zwischen 1562 und 1566 und eine zweite für 1573 bis 1576 nachweisen. Dabei war der kleine Ort Kallenhardt ein Schwerpunkt dieser Verfolgungswelle. In den Jahren 1573/74 wurden dort neun „Hexen“ verbrannt. Die Zahl im folgenden Jahr ist nicht bekannt. In Balve wurde eine Cäcilia gerichtet, eine Clementine und die Gattin des Ritters Peter Schwelhem zu Schwelm kamen 1575 mit anwaltlicher Hilfe frei. 1576 waren es erneut sechs Opfer. Im nahen Rüthen wurden 1578/79 vier Personen hingerichtet. In derselben Zeit kam es auch im Süden der Region in Drolshagen und im Amt Bilstein zu ersten Verfolgungen.

## Prozesswelle 1590–1600

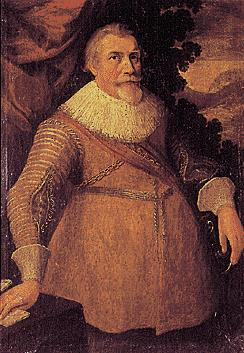
Kaspar von Fürstenberg

Ein Großteil des südlichen Sauerlandes wurde von Kaspar von Fürstenberg kontrolliert. Dessen Haltung war daher von großer Bedeutung für das Ausmaß der Verfolgung in diesem Teil der Region. Bis 1590 hat er im Sinne einer korrekten Prozessführung willkürliche Verfolgungen zu verhindern versucht. Die Einwohner von Drolshagen beschwerten sich daraufhin beim Kurfürsten Salentin von Isenburg, dass der Drost nicht energisch genug gegen das Hexenunwesen vorgehe, obwohl durchaus schon mehrere Personen auch mit Billigung Fürstenbergs hingerichtet worden waren. Nach 1590 jedoch nahm die Verfolgung auch im südlichen Sauerland stark zu.
Für die Eskalation spielte Kaspar von Fürstenberg eine zentrale Rolle. Ein wichtiger Grund für seinen Sinneswandel war, dass er den Tod seiner Ehefrau dem Handeln einer vermeintlichen Hexe mit Namen Dorothea Becker, Ehefrau eines Richters und darum „die Richtersche“ genannt, anlastete. Neben dem Einstellungswandel bei von Fürstenberg spielten auch weitere Faktoren eine Rolle. So ist anzunehmen, dass der neue Landesherr Ernst von Bayern die Hexenverfolgungen gefördert hat. Hinzu kam, dass eine Reihe schlechter Ernten den Hexenglauben verstärkt hatte.
Allein in der Herrschaft Bilstein wurden 1590 28 Menschen der Hexerei angeklagt und mindestens 21 von ihnen hingerichtet. 1592 starben dort weitere 19 Menschen. Ebenso kam es in Olpe, Drolshagen, Attendorn, Oberkirchen und dem Amt Fredeburg zu Verfolgungen. Auch außerhalb des Einflussbereichs von Kaspar von Fürstenberg kam es um diese Zeit zu Prozessen. Darunter waren erneut Kallenhardt und Rüthen, aber auch Padberg, Hallenberg, Brilon, Balve, Belecke, Hirschberg, Bödefeld und Menden.

## Juristische Einsprüche gegen Hexereivorwürfe

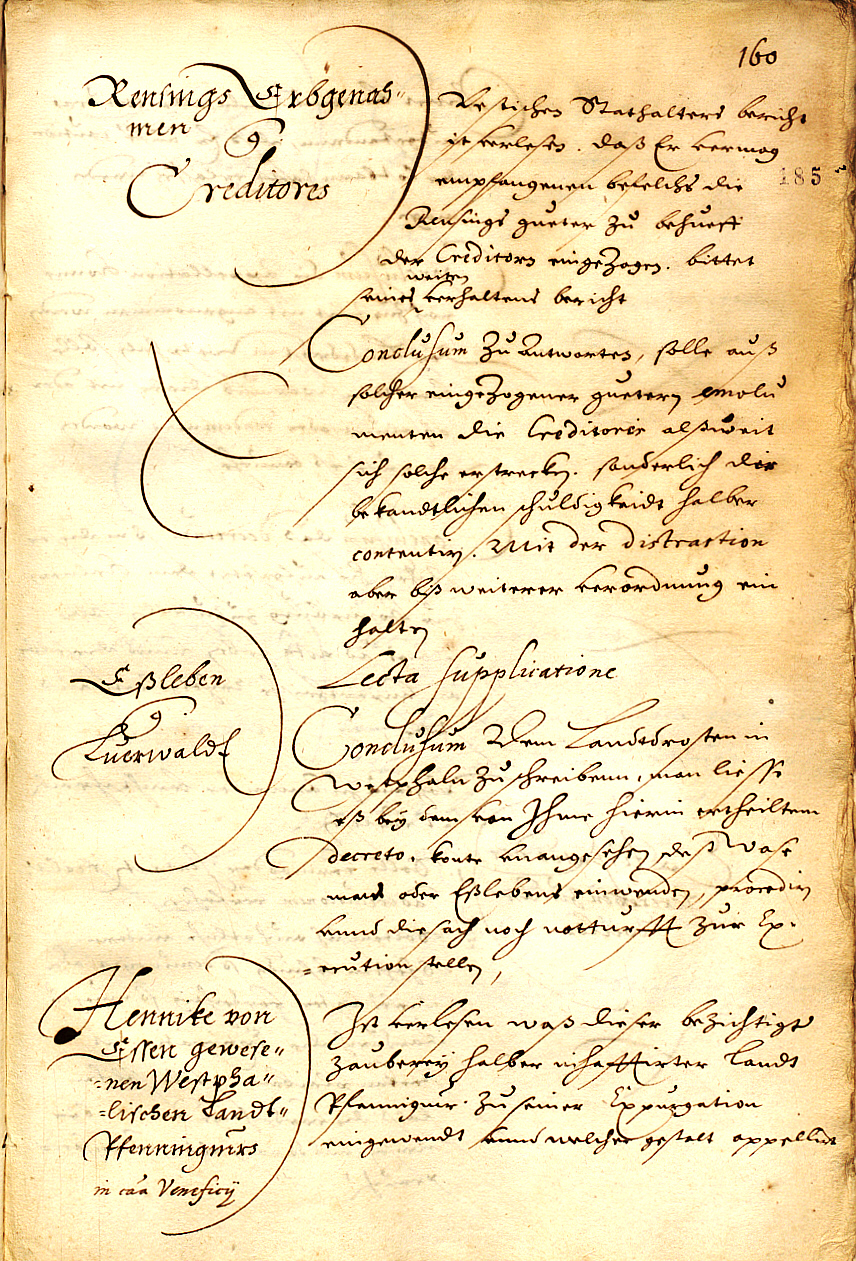
Protokoll des Kurkölner Hofrates mit einer ablehnenden Stellungnahme vom 17. Juni 1631 zum Fall des Henneke von Essen

Der Fall der oben angesprochenen „Richterschen“ ist insofern von Interesse, als er zeigt, dass es zumindest zu dieser Zeit noch möglich war, mit juristischen Mitteln gegen den Hexereiverdacht vorzugehen und die eigene bedrohte Ehre wiederherzustellen: Dorothea Becker war schon in den 1570er Jahren unter Hexereiverdacht geraten, Sophia von Schwelm im Jahre 1575, sie hatten sich der Hilfe eines Anwaltes versichert. Dieser setzte auf das Verfahren der sogenannten kanonischen Purgation (lat.: purgare „reinigen“). Obwohl eigentlich für Konflikte unter Klerikern gedacht, konnte das Verfahren in bestimmten Fällen auch bei Personen angewandt werden, die der Hexerei beschuldigt wurden, ohne dass konkrete Indizien vorlagen. Dorothea Becker beeidete 1575 mit Hilfe von Eideshelfern ihre Unschuld. Daraufhin wurde ihr vom Gericht in Attendorn ein Documentum Purgationis ausgestellt. Danach kam es zunächst für längere Zeit zu keinen Verdächtigungen mehr. Erst 1587 und 1590 wurde sie von der Hexerei Verdächtigten denunziert, durch Schadenzauber den Tod der Frau des Kaspar von Fürstenberg verschuldet zu haben. Sie versuchte vergeblich, dagegen erneut juristisch vorzugehen, konnte aber nicht verhindern, mehrfach gefoltert zu werden. Sie legte allerdings kein Geständnis ab, so dass sich der Prozess gegen sie über Jahre hinschleppte und sie schließlich aus Mangel an Beweisen des Landes verwiesen wurde.
Auch Personen ohne juristisches Umfeld konnten sich zu dieser Zeit noch Hoffnung machen, mit Hilfe von Prozessen den Hexereiverdacht von sich abzuwenden. Dies war etwa im Fall Hoberg und Vollmer gegen Diedrich von Esleve der Fall. Auch hier spielten persönliche Schicksalsschläge für den Hexereiverdacht eine Rolle. Esleve hatte eine kranke Tochter, von der er annahm, dass sie verhext worden sei. Er hat bei ihr sogar eine Teufelsaustreibung vornehmen lassen, ohne dass dies zur Gesundung geführt hätte. Er verdächtigte nun den Bauern Christian Hobrecht und die Bäuerin Magdalena Vollmer, dass sie im Bunde mit dem Geist ständen, der in seine Tochter gefahren sei. Es kam zu verschiedenen, teils handgreiflichen Auseinandersetzungen zwischen beiden Seiten. Esleve klagte Hobrecht und Vollmer daraufhin offiziell bei der Obrigkeit an. Die der Hexerei Beschuldigten legten 1605 ihrerseits durch einen Anwalt Klage beim kurfürstlichen Gericht in Arnsberg ein, verlangten einen Widerruf und eine Geldbuße von Esleve. Es kam in der Folge zu Zeugenvernehmungen, und die Seite von Esleve machte weitere Angaben, die sich in das Muster zeittypischer Hexereivorwürfe einreihten. Die meisten Zeugen entlasteten allerdings Hobrecht und Vollmer, und nach einem extrem langwierigen Verfahren wurde Esleve 1607 zur Rücknahme der Beschuldigungen und der Zahlung von vierzig beziehungsweise fünfzig Reichstalern Buße verurteilt. Von Esleve zog daraufhin vor das Offizialat in Köln und von Werl. Auch dieses jahrelange Verfahren blieb ohne Erfolg. Schließlich war auch das Reichskammergericht damit befasst, ohne dass ein Urteil überliefert ist.

## Kurfürstliche Hexenprozessordnungen

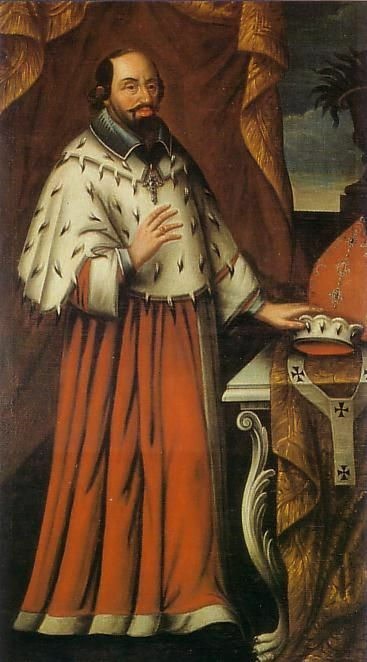
Ferdinand von Bayern als Erzbischof von Köln, Gemälde im Kapitelsaal des Kölner Domes

Diese erste Verfolgungswelle endete um 1600. Die Gründe bleiben unklar, wahrscheinlich spielte hier ein Eingreifen der landesherrlichen Behörden eine Rolle. Im Jahr 1607 erließ Ferdinand von Bayern für den gesamten Machtbereich des Kurfürsten von Köln eine Hexenprozessordnung. Die von den Räten des Kurfürsten verfasste Ordnung orientierte sich an der Schrift des Protestanten Johann Georg Gödelmann „Tractatus de magis, venefictis et lamiis, deque his recte cognoscendis et puiendis“.
Diese ging davon aus, dass „Nachdem das greulich und abscheulich Unwesen der Zauberey, leider bei diesen sorgsamen geferlichen Zeiten, einen gemeinen Übergang nehment. (…) nach allen Vermögen solche Unthaten zu straffen“ war. Aber die Ordnung wollte die Prozesse auch regulieren. „Gleichwohl dabei in acht nehmen muessen, dass in diesem geferlichen Werrckh daran Leibs und Sehlen saeligkeit und Verderben, auch Ehr und Gutt gelegen ist, große Discretion will gebraucht sein.“ Dazu diente auch, dass die einfachen Richter in „zweiffelhaftigen undt ihrem Verstandt oeberstigenden Pfhaellen, allzeit unparteyische Rechtsverstendige oder das Oberhaubtgericht (…) consuliren und fuer sich selbst nichts vornehmen oder erkennen sollen.“ Als Rechtsgrundlage berief sich die Hexenprozessordnung auf Artikel 44 der Constitutio Criminalis Carolina, erlassen von Karl V. im Jahr 1532.
Dabei war ein sogenannter Akkusationsprozess vorgesehen. Der Kläger war nach einer Verhaftung verpflichtet, eine Kaution und Bürgen zu stellen. War er dazu nicht in der Lage, hätte der Kläger selbst bis Prozessende ins Gefängnis gemusst. Bei einem eventuellen Freispruch war er dem Beklagten eine Entschädigung schuldig. Eine Klage wäre damit mit einem enormen Risiko behaftet gewesen. Wäre diese Bestimmung angewandt worden, hätte es wohl kaum Anklagen gegeben. Aber daneben waren auch noch Prozesse ex officio nach Art der Inquisition möglich. Auf dieser Basis fanden dann die großen Verfolgungen der folgenden Jahrzehnte statt. „Soll nun kein Cläger herfürthun, sondern der Obrigkeit dieß abschewlich gotteslesterlich Zauberwerk vel publica fama durch gemeine Geschrei oder denunciando über etzliche Personen vorkommen, so wird denselben Amptswegen obliegen und gepühren, ex officio nottürfftige Informationen darüber einzunehmen.“
Für den Beginn eines Verfahrens war die Diffamatio durch zwei neutrale Zeugen nötig. Daneben spielte die Besagung durch verurteilte Hexen oder Zauberer eine wichtige Rolle. Gaben diese etwa unter der Folter Namen von Personen preis, die ebenfalls angeblich mit dem Teufel im Bunde waren, kam es ebenfalls zu Prozessen. Zur Eskalation der Verfolgung hat ebendies stark beigetragen. Für die Besagung war die Folter vorgesehen. Insgesamt wurde die Folter auch bei geringfügigen Verdachtsmomenten oder Indizien angewandt. Hatte ein Opfer unter Androhung oder bei Vollzug der Folter gestanden, musste es am nächsten Tag ohne Folter erneut befragt werden. Widerrief es dabei das Geständnis, war eine erneute Folter möglich. Sollte ein Verdächtiger dreimal gestanden und widerrufen haben, musste der Fall dem Kurfürsten vorgelegt werden. Dieser musste den Verdächtigen entweder freisprechen oder des Landes verweisen. Insgesamt hat die obrigkeitliche Regelung des Vorgehens die Möglichkeiten von Freisprüchen eher verringert als vergrößert.
Im Jahr 1628 wurde die Hexenprozessordnung bestätigt und vor allem um die Regelung finanzieller Fragen der Hexenprozesse ergänzt. Zwar waren die Gerichtskosten grundsätzlich von den Verurteilen zu tragen, aber es wurde nicht der gesamte Nachlass eingezogen, und die Möglichkeit der Bereicherung durch Richter und andere Personen wurde begrenzt. Offenbar wurde die Hexengerichtsordnung nicht immer beachtet.
Verbunden war die Prozessordnung im Herzogtum Westfalen mit der Einsetzung von zwei Juristen als general commissarien inquistitionis magiae. Diese sollten die Verfahren der Untergerichte beaufsichtigen und ein professionelles Verfahren garantieren. Allerdings hatten die Kommissare durchaus ein eigenes materielles Interesse an möglichst vielen Prozessen und Urteilen. Ihnen stand pro Haft- und Folterbefehl ein Reichstaler und bei einem Urteil das Doppelte zu. Die Tage, an denen Folterungen stattfanden, wurden zusätzlich vergütet. Ein Problem der Prozessordnung war, dass sich die Beteiligten oft nicht daran hielten. So warf der Pfarrer Michael Stappert dem Hexenkommissar Heinrich von Schultheiß vor, den Beklagten verbotenerweise Suggestivfragen zu stellen. Stappert machte für die wachsende Zahl der Prozesse insbesondere die Obrigkeit verantwortlich.

## Erzwungene Geständnisse

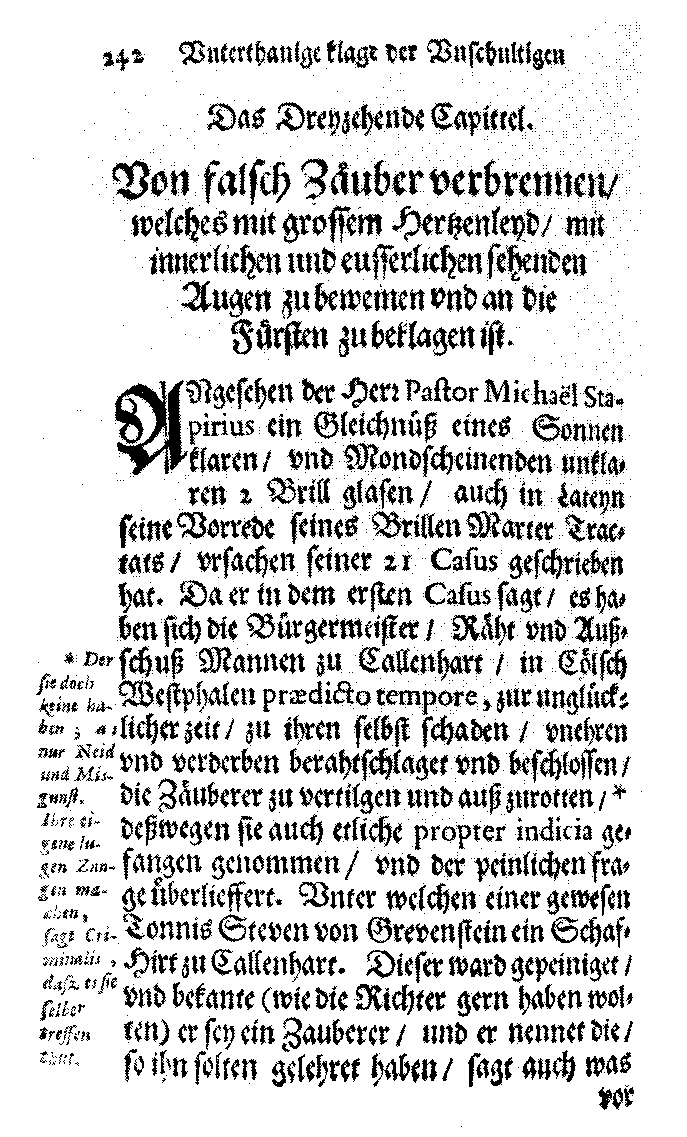
Michael Stappert, Brillen-Marter-Tractat

Der Pfarrer Michael Stappert berichtete aus seiner seelsorgerischen Praxis, wie Geständnisse zustande kamen. Er stellt den Fall der Agatha Kricks aus Hirschberg dar, die 1616 der Hexerei bezichtigt und danach „jämmerlich gemartert und gefoltert“ wurde. Stappert besuchte sie als Pastor im Gefängnis. Die Angeklagte beteuerte ihre Unschuld und gab an, dass sie zu dem Geständnis gezwungen worden war. „Ich habe in der Folter sagen müssen, ich könne zaubern. Aber der gerechte Gott im Himmel weiß um meine Unschuld und dass ich mich selbst habe belügen müssen, und wenn ich eine Zauberin wäre, so wollte ich es bekennen wie die anderen und solches Euch als meinem Beichtvater bekennen.“ Stappert war von ihrer Unschuld offenbar zu dem Zeitpunkt noch nicht überzeugt, sondern ermahnte sie, sich nicht weiter vom Teufel verführen zu lassen und gegenüber Gott und den Richtern ihre Schuld zu bekennen. Die Angeklagte hielt weiter an ihrer Unschuld fest. „Ach Gott, ach Gott, wenn ich schuldig wäre, so wollte und sollte ich es tun, aber weil ich nicht schuldig bin, soll ich dann gleichwohl gegenüber meinem Beichtvater lügen und sagen, ich sei schuldig, während ich doch unschuldig bin?“ Weiter sprach sie: „Herr Pastor, Ihr habt mich genugsam ermahnt, ich will den Herrn deshalb vor Gott am jüngsten Tage entschuldigen. Und wenn ich Schuld hätte und es meinem vertrauten Beichtvater in meiner Sterbenszeit nicht bekennen wollte, was sollte mir das für Trost zur Seligkeit sein? Ich muss ja vor aller Menschen Augen als eine Zauberin sterben, und in solchem Fall wäre ich der ewigen Verdammnis würdig. Nun weiß Gott, dass ich nicht schuldig bin, und darauf will ich auch leben und sterben.“
Heinrich von Schultheiß gab Empfehlungen, wie die Folter ablaufen sollte. Er beschrieb genau, wie die Beinschrauben benutzt und Hexenkommissar und ausführender Scharfrichter zusammenarbeiten sollten. „Zum achten/lasse der Commissarius vnder seiner admonition vnd auisation die Beinschrauben dem gefangen anlegen/vnd weil ich auß langer erfahrung abgesehen/dass viel vnd nicht wenig dazu helffet/dass der Scharffrichter auff des Commissarij zeichen entweder zuschraube oder loßlasse - so koente der Commissarius dem Scharfrichter mouendo baculum vel annuendo vel monstrando ein Zeichen geben/darnach sich derselbe jederzeit zuverhalten hette/auff solchs muss der Scharfrichter fleißig aufmercken. (…) Zum neunten/Wenn der Scharffrichter dergestalt auff des Herrn Commissarij zeichen die tortur zu gebrauchen weiß/so kann der Commissarius wan die beinschrauben angelegt/trwlich und fleißig Ha auch Bittlich den Hexen benennung seines Lehrmeisters oder Lehrmeisterin ermahnen/vnnd das der commissarius vermercket/dass der Zauber durch die ernstlich erinnerung mouirt vnd kleinlautendt wirt/so gebe der commissarius sub ipisi verbis adhortaorijs dem Scharfrichter ein zeichen/dass er zuschraube. Zum zehenden/so verhuete der Commissarius dass der Peiniger die schrauben nicht mit eilfertigkit oder schnelligkeit zupresse/sondern langsam/je langsamer/je besser.“ Sollten die Beinschrauben nicht zum Erfolg führen, sollte die Hexen aufgezogen und mit Ruten, die zuvor mit Weihwasser besprengt wurden, gegeißelt werden, mit Weihwasser und mit Salz sollte der Körper eingerieben werden. (…)

## Unruhen in Geseke
- siehe auch: Hexenverfolgung in Geseke

Ein Problem der obrigkeitlichen Regelung zeigte sich bei einer Prozesswelle im Jahr 1618 in Geseke. Hier versuchten die Richter und Ratsherren, das Verfahren gemäß der Ordnung von 1607 durchzuführen. Ihnen reichten die Beweise nicht aus, und es fehlte an zwei Zeugen, um ein regelgemäßes Verfahren einleiten zu können. Daraufhin kam es zu regelrechten Tumulten der Bevölkerung. Sie warf der Obrigkeit vor, die teilweise zur gehobenen Gesellschaftsschicht gehörenden Beschuldigten decken zu wollen, und verlangte deren Folter und schließlich die Hinrichtung. Möglichen Anwälten der Beklagten drohte die Menge Gewalt an. Letztlich beugten sich Richter und Schöffen dem Druck der Straße, und es wurden entsprechende Prozesse eingeleitet. Erst als sich auf Betreiben einer einflussreichen Familie einer der Beklagten die Generalhexenkommissare einschaltete, konnte das Verfahren nach der Ordnung von 1607 ablaufen. Zumindest ein Teil der Beklagten, die nicht gestanden hatten, wurden freigesprochen. Andere, die unter der Folter gestanden hatten, wurden hingerichtet. Bemerkenswert an den Vorgängen in Geseke ist der Fanatismus der Bevölkerung. Dabei spielte die Suche nach Sündenböcken eine Rolle, ebenso die Aufhetzung durch einen Geistlichen und das Misstrauen der einfachen Bürger gegen die wohlhabenden Schichten.

## Höhepunkt der Verfolgungen um 1630

### Ausmaß der Verfolgung
Wie in anderen Territorien auch erreichte die Hexenverfolgung im Herzogtum Westfalen um 1630 ihren Höhepunkt. Die Intensität der Verfolgung war ähnlich hoch wie im Hochstift Würzburg in Franken. Dort wurden zwischen 1623 und 1631 etwa 900 Personen hingerichtet (zu den Ereignissen in der Stadt Würzburg: Hexenprozesse in Würzburg). Im Herzogtum Westfalen kam es zwischen 1628 und 1631 zu 600 nachgewiesenen Anklagen. Diese endeten zumeist mit der Hinrichtung. Hinzu kommt eine unbekannte Zahl nicht überlieferter Fälle. Ein Zentrum war das Amt Balve. Dort wurden allein zwischen 1628 und 1630 280 Menschen auf dem Scheiterhaufen verbrannt. In Menden, Bilstein, Oberkirchen, Werl und im Amt Fredeburg lagen die Zahlen zwischen etwa 45 und 80 Fällen. In Rüthen waren es nur etwa 20 Fälle. Der Grund war, dass die Prozesse wegen Streitigkeiten zwischen Magistrat und Hexenkommissar ins Stocken gerieten. Weitere nachweisbare Fälle gab es in Hallenberg, Hirschberg, Olpe, sowie im Patrimonialgericht Alme mit jeweils etwa 20 Fällen. Wie viele Fälle es in Allendorf, Erwitte, Remblinghausen, Brilon, Marsberg, Winterberg und anderswo gab, ist anhand der Quellenlage nicht genau zu bestimmen. Am Ende des Jahres 1630 ließ die Verfolgungswelle dann stark nach.

### Hexenprozesse in Oberkirchen

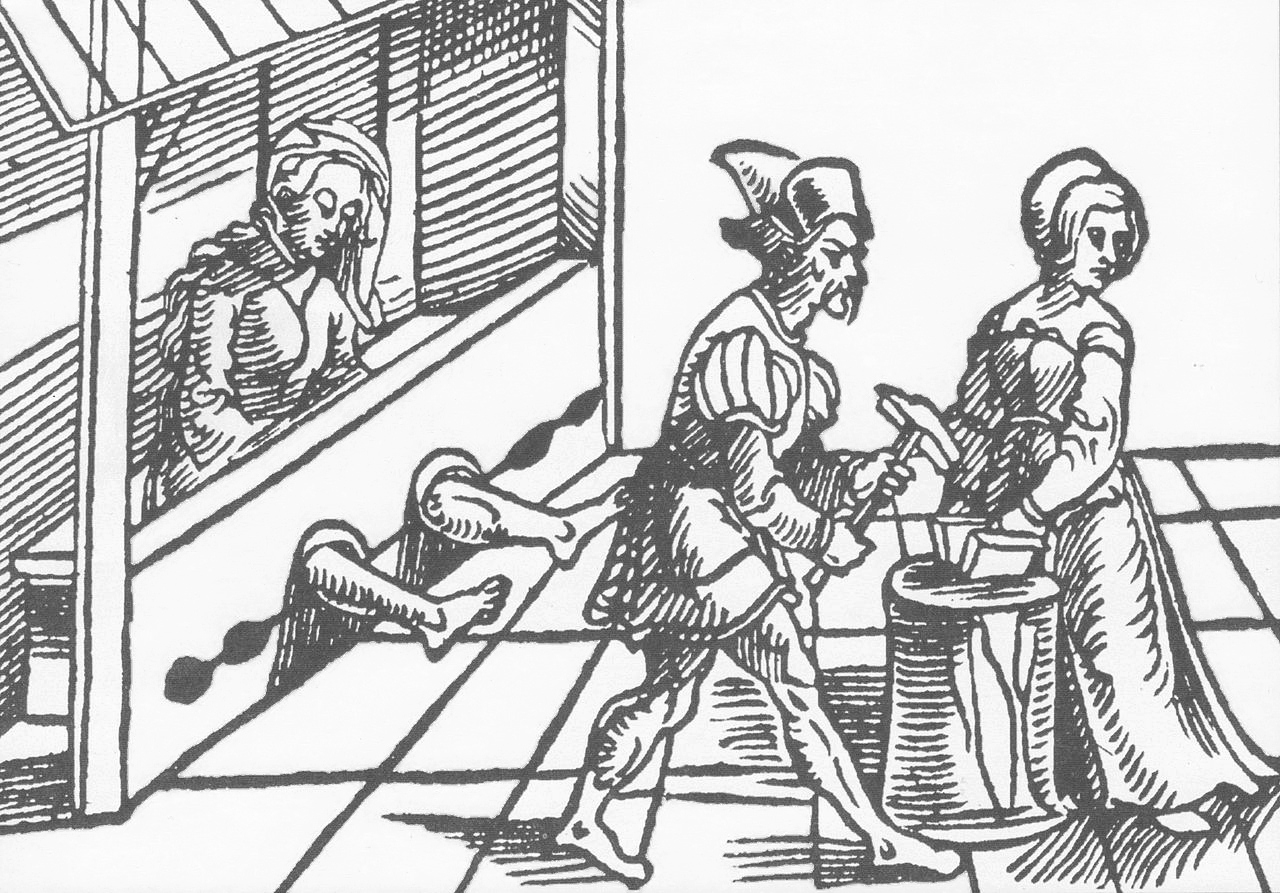
Folterung von der Hexerei Verdächtigten

Gut erforscht ist die Entwicklung der Hexenprozesse im Patrimonialgericht Oberkirchen der Freiherren von Fürstenberg. Auslöser der Verfolgungswelle von 1630 war das Verhör der neunjährigen Christine Teipel, die behauptet hatte, sie sei eine Hexe. Der Hintergrund für ihre Angaben war möglicherweise ein versuchter Kindesmissbrauch in ihrer Vergangenheit und Suggestivfragen des Verhörenden. In ihrer Aussage hieß es zum Teufelspakt eines Einwohners: „bekend guetlich, daß Johan Bell…vor etzlicher zeit, weiß nit, wieviel jar, in Stephans backhaus sie die zauberei gelert, … (Sie) Hette auch austrucklich dem teuffel zugesagt, waruf der teuffel in eins wackern jungen gestalt, …zu ir kommen, … zu ir gesagt, ob sie im auch stehen [zu ihm stehen] wolte. Sie im druff geandwortet: ja, wen er ir etzwas guts tun wölte, wilches er ir auch zu tun versprochen.“ Auch der Hexentanz auf dem Hexensabbat und die Teufelsbuhlschaft brachte die Befragte ins Spiel: „Sein boel (Teufelsbuhle) hett mit ir gedanzt… Der tanz hette woll zwei stunde geweret.“ (…) „bekend, daß der bol (Teufelsbuhle) ein ding furm leib gehabt, damit ihr in ir schamb etc., hab kein freud dabei gehabt, were gewesen, als wens holz gewest; und so oft sie zum tanz gezogen, hette er erst zu ihr kommen und boliret [= Geschlechtsverkehr haben], und wen sie’s nit leiden wolten, hette er ir zu schlagen gedrauwet“ [= gedroht]. Diesen und weiteren Bekenntnissen folgten innerhalb weniger Wochen die Verurteilung von 67 Personen, unter ihnen auch Christine Teipel. Dies entsprach 10 % der Einwohner des Ortes.

### Gründe für die Prozesswelle

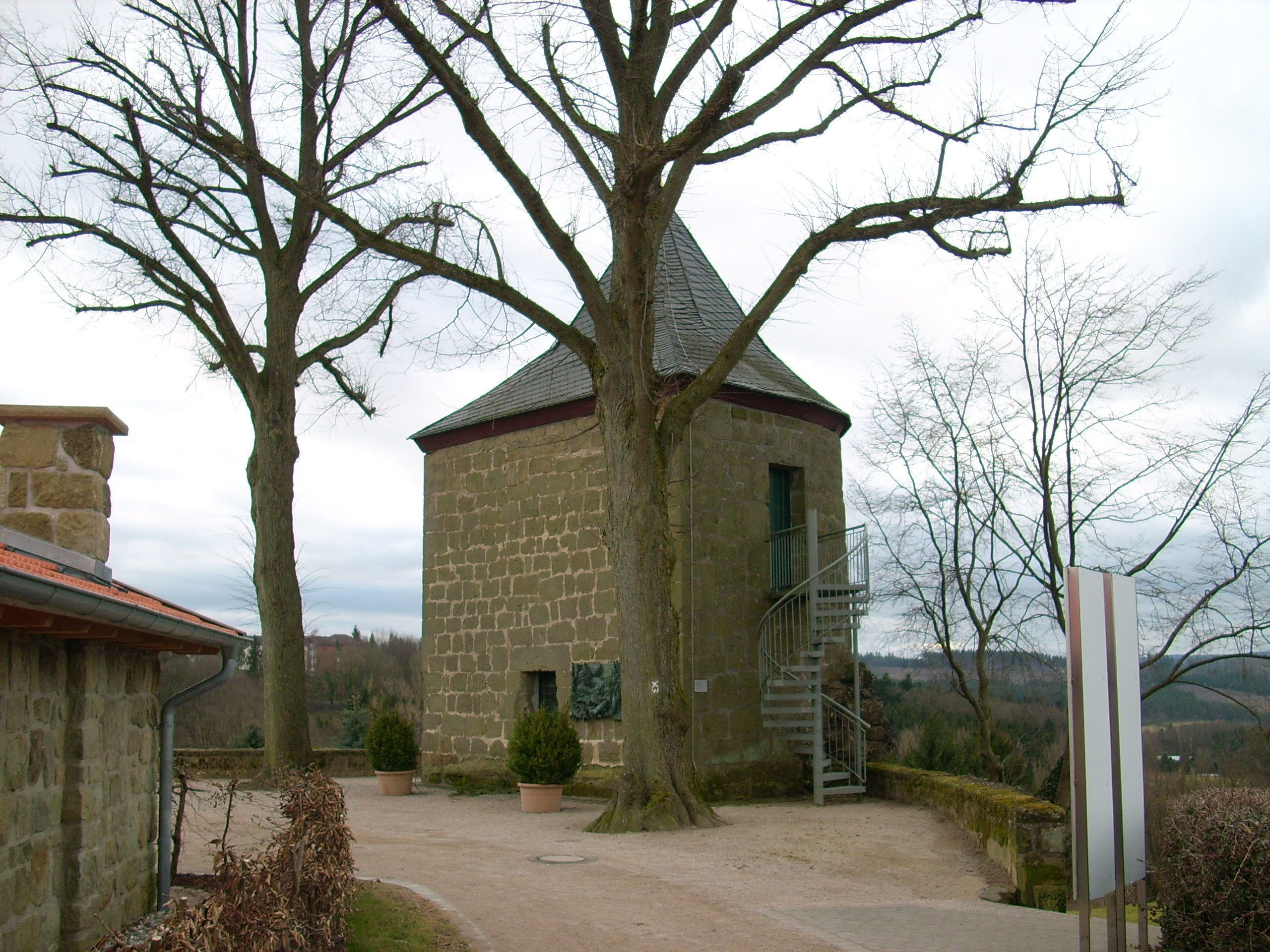
Am Rüthener Hexenturm sind in einem Bronzerelief die Kritiker der Verfolgung Friedrich Spee von Langenfeld und Michael Stappert abgebildet.

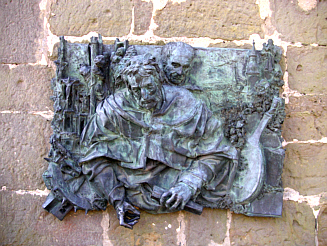
Rüthen Hexenturm, Bronzerelief von 1991 vom Bildhauer Bert Gerresheim, für Friedrich Spee und Pfarrer Michael Stappert

Ein Hintergrund für das Anschwellen der Verfolgung war die schlechte wirtschaftliche Lage. Die Jahre vorher waren von schlechten Ernten, hohen Nahrungsmittelpreisen und weit verbreitetem Hunger geprägt. Dadurch stieg die allgemeine Mortalität stark an. Allerdings erklärt die Hungerkrise die Entwicklung nicht vollständig. Bei vergleichbaren Konstellationen etwa 1635/36 kam es zu keinem nennenswerten Anstieg der Prozesse.
Eine treibende Kraft war die Obrigkeit. Dies gilt sowohl für Kurfürst Ferdinand von Bayern wie auch für seinen Stellvertreter im Herzogtum, den Landdrosten Friedrich von Fürstenberg. Eine These erklärt den Wandel mit der allgemeinen politischen Situation im Dreißigjährigen Krieg. Die katholischen und gegenreformatorischen Kräfte waren zu dieser Zeit auf einem Höhepunkt des Erfolges und hatten den Protestantismus stark zurückgedrängt. Es gelang daher zu diesem Zeitpunkt auch, gegen die Hexen als vermeintlichen weiteren Gegner vorzugehen. Es gibt durchaus Hinweise darauf, dass Hexerei als mit dem Protestantismus zusammenhängend gesehen wurde. So wurde die große Zahl der Hexen in Balve mit der Nähe der evangelischen Grafschaft Mark erklärt. Allerdings fehlen für die Motive der Obrigkeit handfeste Belege.
Ein Faktor war, dass die Hexenverfolgungen in anderen Regionen, insbesondere die große Verfolgungswelle im Hochstift Würzburg, zum Vorbild genommen wurden. Dass die Vorgänge in Süddeutschland bekannt waren, belegt eine Äußerung des Arnsberger Bürgermeisters Henneke von Essen, die Heinrich von Schultheiß überlieferte. Von Essen begründete seinen Widerspruch gegen Verfolgungsabsichten auch in Arnsberg damit, dass er ein „Wirzbürgisch Werk,“ also eine aus der Kontrolle der lokalen Obrigkeit geratene Verfolgung, befürchte. Tatsächlich kam ein wichtiger Anstoß auch von der Bevölkerung des Landes. So wandten sich Bürger der Stadt Hallenberg unter Umgehung des örtlichen Magistrats direkt an den Landesherrn und baten mit Erfolg um die Entsendung eines Hexenkommissars. Im Gegensatz zur Vergangenheit war die Obrigkeit nunmehr bereit, dem Drängen nach Verfolgungen nachzugeben. Es gab wohl ein von oben gesteuertes Vorgehen. So ist aus Balve eine kurfürstliche Verfügung bekannt, wonach die Einwohner Gefängnisse und Scheiterhaufen vorbereiten sollten. Kurz darauf traf ein kurfürstlicher Hexenkommissar ein, und die ersten Prozesse wurden eröffnet. Auch weitere obrigkeitliche Verfügungen sprechen für ein gesteuertes Vorgehen. In einer Sitzung des Hofrates in Bonn war von der Notwendigkeit einer Ausrottung der Hexerei die Rede. Dass, wie Gerhard Schormann behauptete, Ferdinand von Beginn seiner Herrschaft an einen Krieg gegen die Hexen mit einem zentral gesteuerten Ausrottungsprogramm verfolgte, wurde indes inzwischen deutlich relativiert. Dies ist unwahrscheinlich, begannen die Verfolgungen doch erst Jahrzehnte nach seinem Regierungsantritt zuzunehmen. Die entscheidenden Impulse kamen vielmehr aus der Bevölkerung.

### Protagonisten und Gegner der Verfolgungen

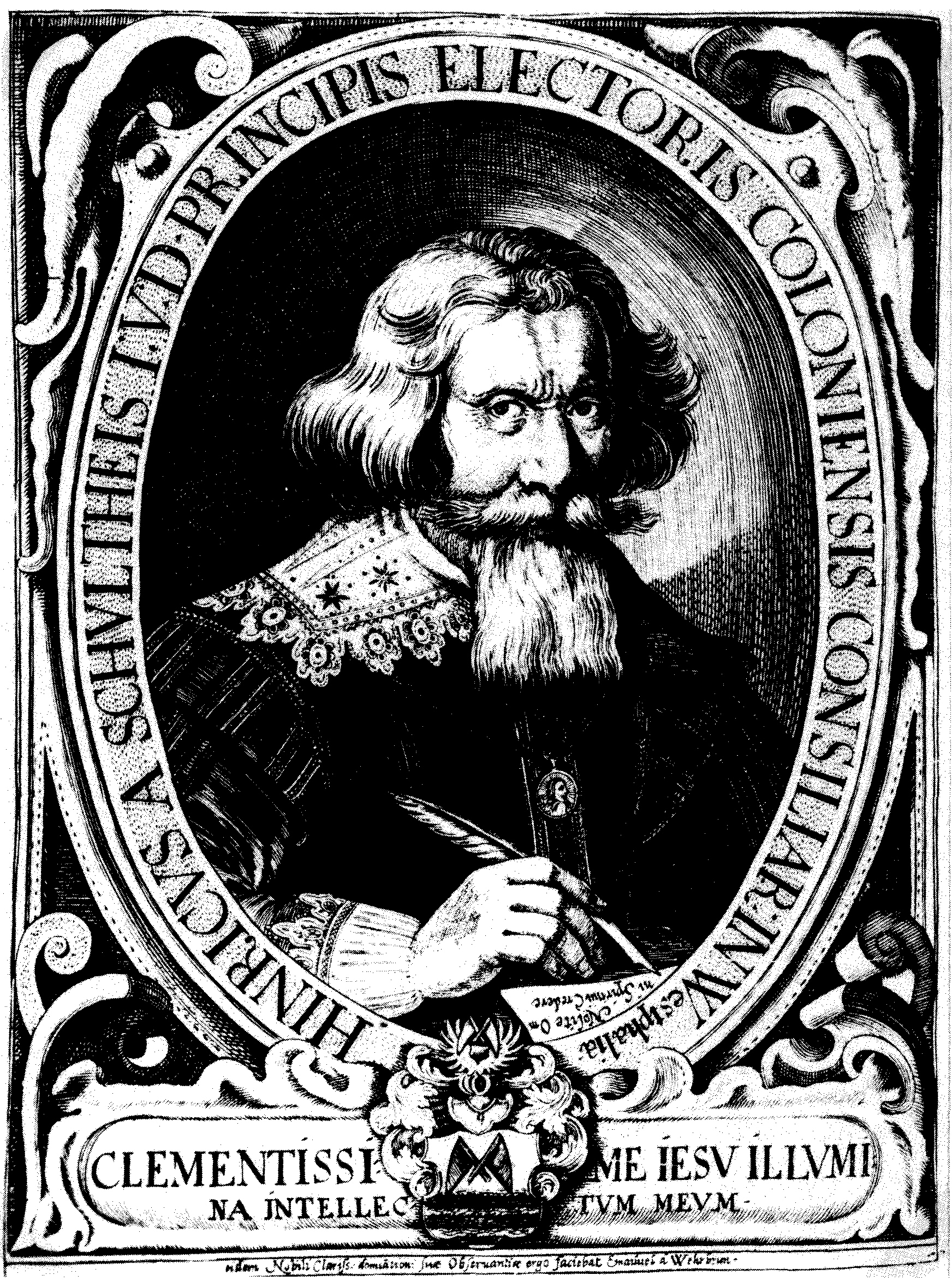
Heinrich von Schultheiß

Die Hexenkommissare waren treibende Kräfte der Verfolgungen. Dabei war die Zahl der von ihnen eingeleiteten Prozesse unterschiedlich hoch. Caspar Reinhartz war für mehrere hundert Fälle insbesondere im Raum Balve verantwortlich. Er war aber auch in Attendorn, Olpe, Drolshagen, Wenden und Allendorf tätig. Reinhard war über die Grenzen des Landes hinaus als besonders fanatischer Hexenjäger bekannt. Gegen ihn wurden zahlreiche Beschwerden laut, und es wurde sogar ein Attentat auf Reinhard verübt.
Besonders gut ist die Quellenlage zu dem Hexenkommissar Heinrich von Schultheiß. Er studierte in Köln und war promovierter Jurist. 1610 trat er in den kurfürstlichen Dienst und war zunächst am Hofgericht in Köln tätig, ehe er 1614 als kurfürstlicher Rat und advocatus fisci (d. h. Vertreter des Fiskus in Prozessen mit den Untertanen) nach Arnsberg wechselte. Als Hexenkommissar war er 1616 in Hirschberg, 1621 in Arnsberg, 1628 in Erwitte und 1643 in Werl tätig. Um 1630 war er unter anderem mit dem Prozess gegen Henneke von Essen befasst. Aus Dank für geleistete Dienste wurde er in den Adelsstand erhoben. Zeitweise musste er vor den vordringenden protestantischen Truppen nach Köln fliehen, wo er 1634 ein Buch mit dem Titel „Außführliche Instruction Wie in Inquisition Sachen des grewlichen Lasters der Zauberey…zu procediren“ veröffentlichte. Dabei handelte es sich weniger um ein wissenschaftlich-juristisches Werk im engeren Sinne, sondern um eine Schrift, die sich vornehmlich an den Adel in seiner Eigenschaft als Inhaber der Patrimonialgerichtsbarkeit richtete.
Das Buch rief schon früh Widerspruch von Zeitgenossen hervor, und selbst die Universität Köln lehnte es ab, gleichwohl ist das Buch eine gute Quelle für das Denken der Befürworter der Hexenverfolgung.
Neben den Befürwortern der Verfolgung gab es auch schon unter den Zeitgenossen Gegner wie z. B. Anton Praetorius. Insbesondere im Zuge der großen Verfolgungswelle um 1630 nahm auch die Kritik zu. Einige von ihnen waren dabei nicht von Anfang an Kritiker. Henneke von Essen etwa war als Richter früher selbst mit Hexenprozessen befasst und sogar bei Folterungen anwesend, ehe er öffentlich Kritik äußerte. Er wurde inhaftiert, selbst der Hexerei angeklagt, gefoltert und starb im Kerker. Auch der Pfarrer Michael Stapirius hat anfangs selbst gegen Hexen gepredigt und die Bevölkerung aufgehetzt. Als er als Seelsorger der zum Tode Verurteilten bemerkte, dass unter der Folter die unsinnigsten Geständnisse zustande kamen, wurde er zu einem Gegner der Hexenprozesse. Er verfasste dagegen 1628/30 ein zunächst nicht zur Veröffentlichung bestimmtes Traktat, das erst 1676 von Hermann Löher in dessen Buch Hochnötige Unterthanige Wemütige Klage Der Frommen Unschültigen in Amsterdam abgedruckt wurde. Auch eine Reihe weiterer Geistlicher äußerte sich kritisch.

## Verfolgungen nach 1630

Das Diagramm gibt die Zahl der Hexenanklagen im Herzogtum Westfalen zwischen 1508 und 1732 wieder. Die Daten sind insofern nicht vollständig, als unbestimmte Angaben wie „mehrere, einige, usw.“ sowie pauschale Angaben über mehrere Jahre hinweg nicht berücksichtigt wurden. So fehlen etwa die 50 Fälle in Werl der Jahre 1628–1630. Die Daten für die Grafik stammen von Rainer Decker: Die Hexenverfolgungen im Herzogtum Westfalen. In: Alfred Bruns (Hrsg.): Hexen. Gerichtsbarkeit im kurkölnischen Sauerland. Schmallenberg 1984, S. 213–218

Aus verschiedenen Gründen lief die große Verfolgungswelle nach 1630 aus. Bei einer weiteren Fortführung drohte eine Entvölkerung ganzer Landstriche, so dass ein gewisses Umdenken bei der Obrigkeit einsetzte. Auf Reichsebene gab es gewisse Signale, dass die Zeit der ungehemmten Verfolgung sich dem Ende näherte. Ein gewisser Cramer von Attendorn, der in die Mühlen der Hexenverfolgung geraten war, hatte ein Urteil des Reichskammergerichts erwirkt, das eine korrektere Prozessführung im Kurkölner Herrschaftsgebiet anmahnte. Zudem sorgten auch die Erfolge der protestantischen Truppen für eine Unterbrechung der Prozesse.
Erst 1637 kam es in Alme erneut zu einem Prozess. Weitere folgten zwischen 1641 und 1644 in Werl, Oberkirchen, Brilon, Olpe und Drolshagen. Im Jahr 1641 lösten die Selbstbezichtigungen und Aussagen von fünf Schulkindern eine Verfolgungswelle in der Gegend um Grafschaft aus. Dabei bestanden erneut auch Zusammenhänge mit steigenden Getreidepreisen. Wieder hat die Bevölkerung von der Obrigkeit verlangt, die Hexenverfolgungen zu intensivieren. So wandten sich Einwohner von Oberkirchen mehrfach an Friedrich von Fürstenberg. Ein ähnliches Muster aus Teuerung und Verfolgung zeigte sich zwischen 1652 und 1654 im Amt Balve, im Gogericht Rüthen und in der Gegend von Olpe. Dabei wurden insgesamt mindestens 45 Personen hingerichtet. Dass die Intensität der Verfolgung nicht den Grad von 1630 erreichte, hatte im Südsauerländer Raum auch mit der Skepsis von Friedrich von Fürstenberg zu tun, der Nachfolger seines den Hexenprozessen aufgeschlossenen Vaters als Gerichtsherr geworden war. In seinem eigenen Herrschaftsgebiet hat es bis zu seinem Tod 1662 auch keine Prozesse gegeben. Die Einwohner von Bilstein beschwerten sich daher, dass seit 40 Jahren kein Exempel mehr statuiert worden sei. Auch der neue Kurfürst Maximilian Heinrich von Bayern war bemüht, neue Exzesse zu verhindern, und riet etwa den Behörden in Winterberg und Hallenberg, Verdachtsmomente sorgfältig zu prüfen, darüber Bericht zu erstatten und weitere Anweisungen abzuwarten. Weitere Instruktionen verstärkten dies. Danach sollte bei Verdächtigungen nicht sofort Haft und Folter erfolgen, Indizien sollten sorgfältiger geprüft und die Verdächtigen die Gelegenheit zu einer Rechtfertigung bekommen. An die Stelle von Verleumdungen sollten objektivierbare Erkenntnisse treten. In der Hexenprozessinstruktion von 1659 wurde zwar grundsätzlich das Delikt der Hexerei nicht in Frage gestellt, allerdings drang sie darauf, Unschuldige zu schützen, und gestand auch Missbräuche ein: „Nun ist zwar dies Laster so abscheulich und grausam, dass dem allmächtigen Gott kein größerer Dienst als durch dessen Ausrottung widerfahren kann, es ist aber hingegen billig, mit solcher circumspection und also behutsam darin zu verfahren, dass niemand an Ehren und Leib unschuldig darunter zu leiden haben möge, inmaßen dann vor diesem ofters verspüret worden, dass bei Examination und Torquierung der Beschuldigten allerhand Missbräuche mit unterlaufen.“
In der Folge ließ die Zahl der Prozesse deutlich nach. Nach 1665 gab es nur noch 47 Prozesse, die mit dem Tod des Angeklagten endeten. Darunter ragt Geseke hervor, wo es nach Bränden 1670 und 1691 zu insgesamt 19 Hinrichtungen kam. Diese waren die letzten Massenprozesse in der Region. Um das Jahr 1685 kam es in Brilon zu Hexenprozessen gegen mehrere Beschuldigte. Darunter war auch ein Prozess gegen den mehrmaligen Bürgermeister Johann Koch. Dem vorausgegangen war eine Anweisung des Landdrosten an die Stadt, die Verfolgung zu intensivieren. Dem kam man in der Stadt offenbar nach. In der Folge wurde die Kontrolle der unteren Gerichte immer weiter ausgebaut. Im Jahr 1695/96 ergingen Anweisungen des Hofrates in Bonn an die Gerichte in Olpe und Brilon, nach denen fortan niemand ohne ein Gutachten eines unparteiischen Juristen verhaftet werden sollte und auch niemand schon beim ersten Verhör mit der Folter bedroht werden sollte. Der Verdächtigte hatte das Recht auf eine Kopie der Anklageschrift und einen Verteidiger. Konnte er sich keinen leisten, wurde ein Verteidiger bestellt. Folter durfte nur noch angeordnet werden, wenn sie von der Regierung in Arnsberg oder vom Hofrat genehmigt worden war.
Nach wie vor ging man aber von der Möglichkeit der Hexerei aus. Daher kam es weiterhin in Einzelfällen zu Verurteilungen und Hinrichtungen. Im Jahr 1695 wurde etwa ein erst zwölfjähriges Mädchen in Olpe hingerichtet. Die Prozesse 1708 in Geseke und 1728 in Winterberg sind die letzten Fälle im Herzogtum, die mit Hinrichtungen endeten. Ein letzter Prozess im Jahr 1730 in Brilon endete mit einem Freispruch.

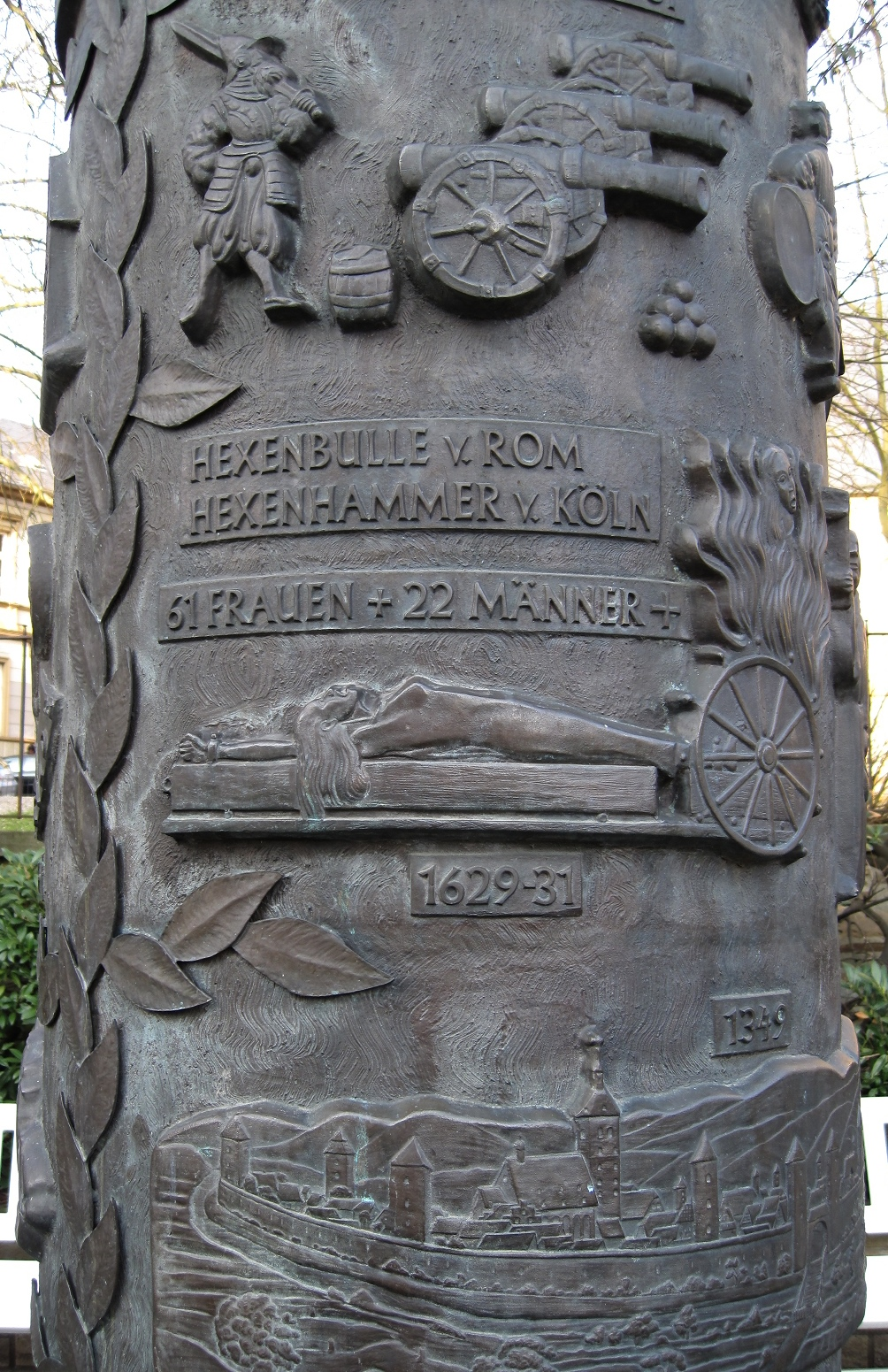
Erinnerung an die Hexenprozesse auf der „Geschichtssäule“ in Menden

## Opfer
Insgesamt sind etwa 1100 Verfahren in der Region mit einer Quote von mindestens 80 % Hingerichteter nachweisbar. Die Zahl der männlichen Verurteilten war im Herzogtum Westfalen vergleichsweise hoch. In Bilstein waren 1629 von insgesamt 34 Getöteten 22 Männer. Ein Jahr später war von 12 Angeklagten die Hälfte männlich. Die Angaben für den Gesamtanteil der Männer differieren in der Literatur. Decker gibt einen Anteil von 25 % und Rolf Schulte von 37 % an. Dabei kann Schulte einen zeitlichen Wandel ausmachen. Während der Männeranteil zwischen 1570 und 1589 bei 16 % lag, betrug er zwischen 1650 und 1699 46 %. In jedem Fall lagen diese Zahlen über dem Durchschnitt. Allerdings war der Anteil der betroffenen Männer auch in anderen katholischen Territorien sehr hoch, was Schulte mit einem konfessionseigenen Hexenbild und einer besonderen Deliktbeschreibung zu erklären versucht. Kinder waren zwar relativ selten betroffen. Allerdings kam auch dies vor, wie die Fälle in Oberkirchen und Grafschaft gezeigt haben.
Über den sozialen Hintergrund der Angeklagten liegt eine Detailstudie zum Gericht Oberkirchen vor. Die Zahl der Bauern und Kötter entsprach in etwa ihrem Anteil an der Bevölkerung. Mittlere und größere Bauern waren statistisch etwas stärker vertreten. Insgesamt hat der soziale Stand bei den Prozessen im Gericht Oberkirchen keine erkennbare Rolle gespielt. Eine Rolle spielten dagegen verwandtschaftliche Beziehungen. Ein Großteil der Angeklagten des Jahres 1630 hatte familiäre Beziehungen zu den Opfern der ersten Verfolgungswelle im Gericht Oberkirchen in den Jahren 1594/95. Die Hingerichteten der Jahre 1641/42 und 1669/71 standen ihrerseits in familiären Beziehungen zu den Beschuldigten von 1630.

## Gedenken und Rehabilitation

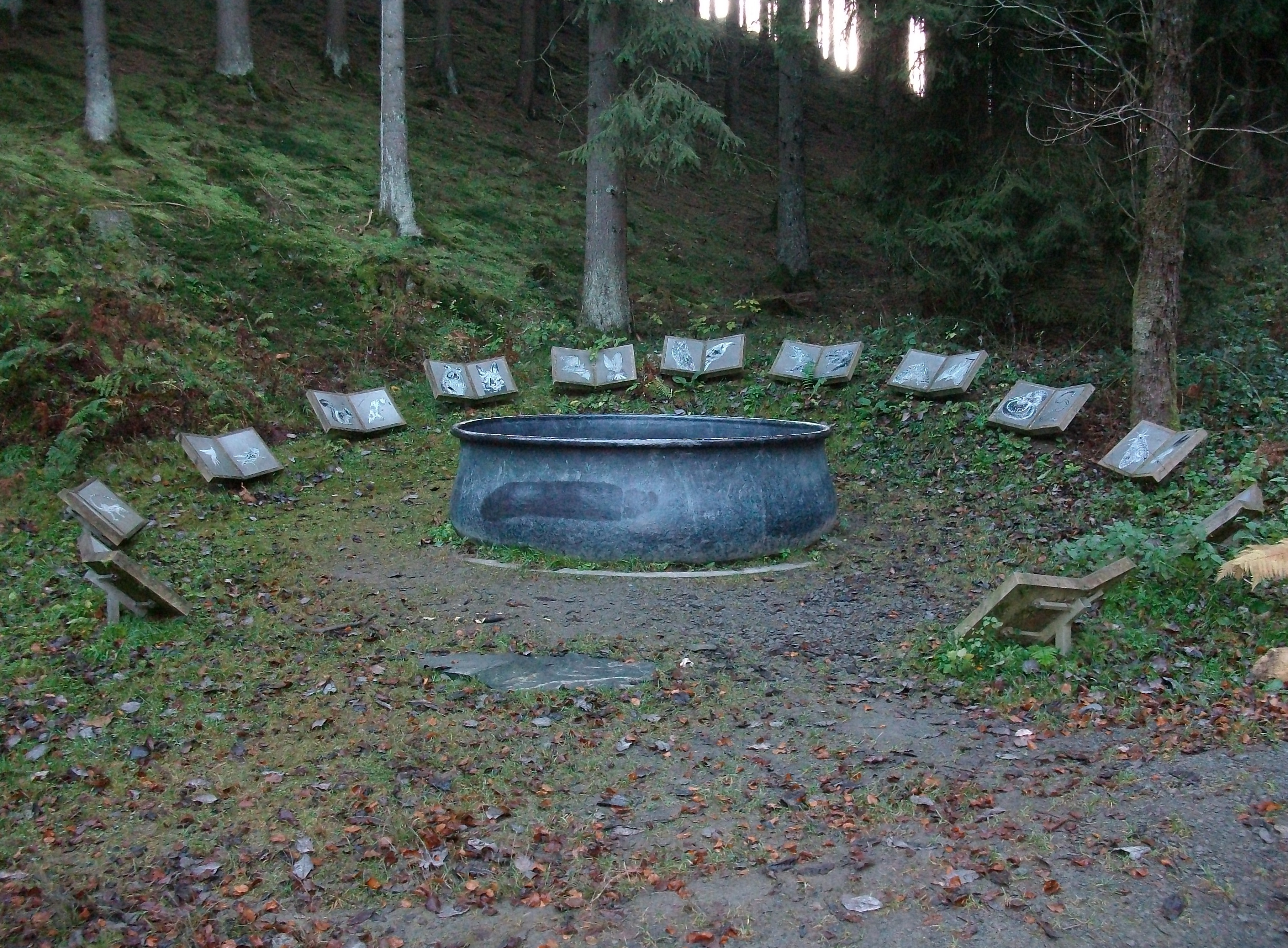
Skulptur Der Hexenplatz von Lilli Fischer in Oberkirchen

Rüthen war einer der Schwerpunkte der Verfolgung. Von 1573 bis 1659 sind aus dem Ort und dem Gogericht Rüthen 169 Hexenprozesse bekannt. Zu den bekannten Fällen gehören die gegen Grete Adrian und Freunnd Happen. Insgesamt wurden mindestens 79 Menschen hingerichtet. Die Stadtvertretung der Stadt Rüthen hat am 31. März 2011 eine sozialethische posthume Rehabilitation der örtlichen Opfer der Hexenverfolgungen beschlossen.
Der Rat der Stadt Sundern beriet am 18. April 2011 über eine analoge Vorlage. In Arnsberg gibt es Bestrebungen, etwa in Form einer Gedenktafel an Henneke von Essen zu erinnern. In Balve, Bad Fredeburg, Geseke, Hirschberg, Menden, Olpe, Rüthen, Holthausen und Winterberg erinnern Gedenktafeln oder Denkmäler an die Opfer der Hexenverfolgungen. In Fredeburg befindet sich eine Gedenktafel an der sogenannten Hexenkapelle. An dieser Stelle sollen die Verurteilten ein letztes Mal Trost und Vergebung erfleht haben. In Balve wurde auf dem Galgenberg, der historischen Hinrichtungsstätte, im Jahr 2006 eine Gedenkstele enthüllt. In Hirschberg erinnert schon seit 1986 ein Gedenkkreuz an die Opfer. Der Waldskulpturenweg Wittgenstein–Sauerland führt zu dem ehemaligen Hexenplatz in Oberkirchen. Dort steht die Skulptur Der Hexenplatz von Lilli Fischer. In Menden wurde die Stadtbücherei nach Dorte Hilleke benannt, die der Folter widerstand und damit die Kette von Denunziationen durchbrach. Ferner dient eine Kunstausstellung im Poenigeturm der Erinnerung. Im Schieferbergbau- und Heimatmuseum Holthausen existiert eine Dauerausstellung zum Thema. Auch der sogenannte Rüthener Hexenturm beherbergt eine Ausstellung zu diesem Thema.